# Sivagiri (Tirunelveli)
Sivagiri è una suddivisione dell'India, classificata come town panchayat, di 20.160 abitanti, situata nel distretto di Tirunelveli, nello stato federato del Tamil Nadu. In base al numero di abitanti la città rientra nella classe III (da 20.000 a 49.999 persone).

## Geografia fisica
La città è situata a 09° 20' 18 N e 77° 24' 51 E.

## Società

### Evoluzione demografica
Al censimento del 2001 la popolazione di Sivagiri assommava a 20.160 persone, delle quali 9.862 maschi e 10.298 femmine. I bambini di età inferiore o uguale ai sei anni assommavano a 1.883, dei quali 958 maschi e 925 femmine. Infine, coloro che erano in grado di saper almeno leggere e scrivere erano 11.393, dei quali 6.689 maschi e 4.704 femmine.